# 魏季景
魏季景（?—?），北魏巨鹿下曲阳（今河北省晋州市）人。魏鸾之子，魏收族叔。
魏季景年幼丧父，清苦自立，博学有文才，弱冠年纪就在京师有名。当时邢子明有才学，洛阳号邢子明、邢子才、魏季景、魏收为两邢二魏。魏孝庄帝时，为中书侍郎。普泰年间，为尚书右丞。魏季景善于附会，宰要当朝，必先事其左右。尔朱世隆非常喜欢他。魏季景名盛而过其实。太昌年间，官至给事黄门侍郎，甚被亲信，担任定州大中正。魏孝武帝释奠，魏季景与温子升、李业兴、窦瑗等都担任摘句。天平初年，迁都邺城，他居住在柏人西山。内怀忧悔，作择居赋。元象初年，兼给事黄门侍郎，后兼散骑常侍，出使南梁。回国，历任大司农卿、魏郡尹。死后，家无余财，遗命薄葬，赠散骑常侍、卫尉卿。所著文笔二百余篇。其子魏彦卿、魏澹（魏彦渊）、魏彦理、魏彦玄。魏澹知名。

## 延伸阅读
[在维基数据编辑]
 《北史/卷056》，出自李延壽《北史》